# Isla Rongé
La isla Rongé, o de Rongé es una isla de la Antártida, la más grande del grupo que existe en el lado oeste del canal de Errera, frente a la península Arctowski en la costa occidental de la Tierra de Graham.
Está situada a 64°43′S 62°41′O / -64.717, -62.683, siendo una isla alta y abrupta de 5 millas de longitud. Su mayor altura alcanza 1158 metros.
La isla de Rongé fue descubierta por la Expedición Antártica Belga de 1897-1899, bajo la dirección de Adrien de Gerlache de Gomery quien la llamó así en honor a madame de Rongé, prima de Johannes von Rönge contribuidor a la expedición. En algunos mapas de 1947 recibió el nombre de isla Cuverville o isla Cuveiville y luego el de isla Roja. 

## Reclamaciones territoriales
Argentina incluye a la isla en el departamento Antártida Argentina dentro de la provincia de Tierra del Fuego, Antártida e Islas del Atlántico Sur; para Chile forma parte de la comuna Antártica de la provincia Antártica Chilena dentro de la Región de Magallanes y de la Antártica Chilena; y para el Reino Unido integra el Territorio Antártico Británico. Las tres reclamaciones están sujetas a las disposiciones del Tratado Antártico.
Nomenclatura de los países reclamantes: 
- Argentina: isla de Rongé
- Chile: isla de Rongé
- Reino Unido: Rongé Island